# Бергамська вівчарка
Бергамська вівчарка (англ. Bergamasco Shepherd Dog) — порода⁣, мабуть, одна з найоригінальніших і дивних різновидів вівчарок. Це робочий пастуший собака, який не призначений для життя у квартирі. Він створений для того, щоб пасти стада та охороняти їх. Відмінна риса цього собаки — шерсть неймовірної довжини, яка місцями торкається землі. Шерсть нагадує плоскі шнурки. І це не випадковість. Завдяки такій особливості їй не страшні будь-які погодні умови й укуси диких звірів. У Італії, на своїй батьківщині ці собаки дуже популярні. Вони добре знають і виконують свої обов'язки. Вони здатні самостійно без людської допомоги пасти та переганяти стада. Мають чудовий нюх і слух.

## Опис
Бергамська вівчарка — собаки середнього розміру, мускулисті та сильні. У них дуже масивна голова з короткою мордою. Очі великі різних коричневих відтінків. Вуха висячі. Основна особливість бергамаско — дуже довга кудлата шерсть, що звалюється в шнури з густим і м'яким підкошлатому. Вона повністю покриває собаку. Шерсть з голови спадає на морду і закриває очі, при цьому через ці «шторки» пес чудово бачить. Вони мають сіре забарвлення (може бути різних відтінків), можуть бути присутніми білі вкраплення; також допускається чорний колір, а ось білі — не відповідають стандарту.

## Характер
Рішучість, сміливість, відважність — головні риси вдачі бергамаско. Ці собаки дуже примхливі й уперті від народження, проте як і усі представники вівчарок обожнюють свого хазяїна і беззаперечно виконують його вимоги. Проте хазяїн повинен не поступатися своєму улюбленцеві, має бути енергійним і упевненим в собі. Такі породи високо цінуються як компаньйони, вони надійні й працьовиті, у них відмінна пам'ять. Їх обожнюють діти за їх химерний вид, а вони своєю чергою добрі та ласкаві до дітей. Ви можете залишати своїх дітей поряд з цим собакою і бути упевненими в їх безпеці.

## Історія
Точне походження цієї породи вівчарок невідоме. В багатьох джерелах вказано, що цим собакам понад дві тисячі років. Що виведені вони були в Персії. Потім привезені в Європу фінікійцями, які поневірялися по світу. Проте це усе недостовірні дані. Можливо і були у цих собачок східні предки, проте поширення ця порода отримала в Північній Італії, в провінції Бергамо, звідси і назва тварин. Це дуже рідкісний різновид вівчарки, мешкає вона в основному в гірських районах Італії. В Європі ж зустрічається украй рідко.

## Догляд
Тримати собаку краще в заміських умовах. Оскільки їй важко мешкатиме в міських. Вона не переносить закриту та обмежену територію. Їй потрібна свобода. При виборі домашнього улюбленця враховуйте його призначення. Як Ви вже зрозуміли головне доглядати за шерстю такого собаки. Проте, догляд не такий складний, як може здатися на перший погляд. До року цуценята бергамської вівчарки мають м'яку і коротку шерсть. У цей період важливо лише час від часу чистити цуценя. А ось вже після року йде наступний етап, коли росте середній шар шерсті, за ним то і потрібен інтенсивний догляд(щоденне вичісування тварини). Третій етап — зростання іншої шерсті, яка згодом збивається в джгути. З цієї миті тварина взагалі не потребує від Вас особливих зусиль, розчісувати шерсть і підстригати її не треба, адже саме така шерсть і робить цю породу оригінальною. Слід лише раз на рік вищіпувати песика самостійно своїми руками.

## Здоров'я, хвороби
Схильності до яких-небудь певних захворювань у цієї породи немає. Вони дуже витривалі з хорошим здоров'ям собаки. Єдине на що потрібно звернути увагу, так це на шерсть. Потрібен належний догляд за нею. Адже є ризик виникнення шкірних захворювань, завдяки комахам, які можуть завестися в шерсті тварини, якщо за нею не доглядати.

## Дресирування, тренування
Головне якомога раніше почати дресирувати цуценят бергамської вівчарки. Інакше можуть виникнути труднощі, оскільки ці собаки відрізняються природженою упертістю. Якщо проявити наполегливість і упертість самому хазяїну, тоді можна впоратися з непокірним характером тварини. У них відмінна пам'ять, гострий розум, завдяки чому вони легко навчаються. З них можуть вийти універсальні службові собаки: і охоронці, і поліцейські, і пожежники. А завдяки своїм якостям пробиратися через будь-які перешкоди у будь-яких умовах з легкістю можуть працювати в МНС.